# Terrobittacus longisetus
Terrobittacus longisetus är en näbbsländeart som beskrevs av Tan och Hua 2009. Terrobittacus longisetus ingår i släktet Terrobittacus och familjen styltsländor. Inga underarter finns listade i Catalogue of Life.